# Louis II Sanguin
Pour les articles homonymes, voir Louis II et Sanguin.
 (décembre 2011).
Si vous disposez d'ouvrages ou d'articles de référence ou si vous connaissez des sites web de qualité traitant du thème abordé ici, merci de compléter l'article en donnant les références utiles à sa vérifiabilité et en les liant à la section « Notes et références ».
Louis II Sanguin, marquis de Livry, seigneur du Raincy, de Sevran et du Génitoy, né le 5 avril 1679 et mort à Livry le 3 juillet 1741, est un militaire français des XVIIe et XVIIIe siècles.

## Biographie
Fils aîné de Louis Sanguin, marquis de Livry et de Marie-Antoinette de Beauvilliers, il fut baptisé par Bossuet et eut le roi Louis XIV pour parrain.
Il hérita de la seigneurie de Livry à la mort de son père et acquit des héritiers de la princesse Anne de Gonzague de Clèves, le 23 décembre 1694, la seigneurie et le château du Raincy. Louis Sanguin fit réaménager le château en le mettant au goût du jour et obtint en 1700 l'autorisation royale afin d'y transférer le siège de sa châtellenie et du marquisat de Livry, car le château de Livry était en mauvais état. C'est lui qui aurait vendu le château de Livry à Pierre Gruyn.
Mousquetaire du roi depuis 1693, il participa à la bataille de Nerwinden avant de devenir capitaine au régiment de cavalerie de Berry (commission du 30 mars 1695). Il devint ensuite Maître de camp du régiment de cavalerie Sanguin, devenu Ray. Il obtint le grade de brigadier par brevet du 26 octobre 1704 et combattit avec le maréchal de Villars en 1705.
Nommé capitaine des chasse du roi pour les forêts de Bondy et Livry le 2 mai 1707, il repartit à la guerre, combattit ensuite à la bataille d'Audenarde, en 1708, bataille de Malplaquet et 1709 et servit jusqu'en 1712 aux sièges de Douai, du Quesnoy et de Bouchin. Il fut nommé lieutenant général des armées.
Il protégea Alexis Piron à qui il fit une pension et qui écrivit sa pièce la plus célèbre, La Métromanie, au château du Raincy, où il disposait d'un appartement, en 1736. Le marquis de Livry accueillait également dans son château les sessions du fameux régiment de la Calotte.

## Mariage et descendance
Il épousa, le 9 décembre 1706, Marie Madeleine Robert, fille de Louis, seigneur de l'Hay et la Fortelle. Ils eurent trois fils : 
- Paul (né en 1709) ;
- François-Hippolyte (1714-1789), chef d'escadre ;
- Louis (né en 1721).

## Sources et bibliographie
Les Archives nationales (Département du Minutier central des notaires de Paris) conservent sous la cote MC/ET/LXXXVIII/1127, un fragment d’un procès-verbal d’enquête sur la noblesse des maisons Sanguin, seigneurs de Livry, et Du Mesnil, seigneurs de Courquetaine sur une contestation des armes des Sanguin, « élevés en bosse (mi-partie avec celles des de Thou) sur une pierre estant au-dessus de la principale porte », 4 août 1608.